# WAMP
WAMP — акронім, що позначає набір (комплекс) серверного програмного забезпечення, широко використовуваний з метою розробки та надання вебсервісів. WAMP названий за першими літерами компонентів, що входять до його складу:
- Windows — операційна система від компанії Microsoft;
- Apache — вебсервер;
- MySQL —  СУБД ;
- PHP — мова програмування, яка використовується для створення вебзастосунків.

Хоча спочатку програмні продукти, що входять до складу комплексу, не розроблялися спеціально для роботи один з одним, така зв'язка стала досить популярною серед користувачів Windows, в першу чергу через те, що вони отримували безкоштовний комплекс програмного забезпечення з високою надійністю роботи.

## Готові рішення для Windows
Оскільки програми, що входять в LAMP, в основному були розроблені для Linux, то встановлення і їх взаємне налаштування під Windows вимагає деякого часу. Для вирішення цієї проблеми було створено багато пакетів програм, які дозволяють почати працювати відразу після установки:
- XAMPP
- Денвер
- EasyPHP
- WampServer
- MoWeS Portable
- AppServ
- Web.Developer Server Suite